# لویزا مل
مارینا زاتز د کامارگو (زاده ۱۹ سپتامبر ۱۹۷۸)، معروف به لوئیزا مل، بازیگر، مجری تلویزیون، فعال حقوق حیوانات و تاجر برزیلی است. حرفه مل در نوزده سالگی شروع شد، زمانی که او در یک کمدی ظاهر شد. سپس به تلویزیون Rede رفت و در آنجا برنامه‌هایی ارائه کرد. معروف‌ترین آن Late Show است که هدف آن نجات حیوانات بود.

## زندگی شخصی
او فارغ‌التحصیل رشته حقوق و تئاتر است. او با وجود اینکه عضوی از یک خانواده یهودی بود، پس از ملاقات با مدونا شروع به شرکت در کابالا کرد. او یک پسر به نام انزو (متولد ۱۳ فوریه ۲۰۱۵) از همسرش ژیلبرتو زابوروفسکی دارد و از سال ۲۰۱۱ ازدواج کرده‌است. ژیلبرتو یک تاجر است و دارای دو فرزند از رابطه قبلی لارا و ادواردو است. او گیاهخوار است و فرزندش را وگان بزرگ کرده‌است.

## فیلم‌شناسی

### تلویزیون
- فامیلیا پیمنتا در نقش دورا (۱۹۹۸؛ بخش در Domingo Legal SBT)
- Objeto do Desejo به عنوان مجری (۲۰۰۱؛ بخش در Noite Afora RedeTV![۵])
- تلویزیون فاما به عنوان مجری (۲۰۰۲–۲۰۰۶؛ RedeTV![۵])
- Late Show[۵] / Late Show Viva Mundo[۶] به عنوان مجری (۲۰۰۲–۲۰۰۸؛ RedeTV![۷])
- Araguaia در نقش کریستینا "Cris" Gouveia (2011؛ Rede Globo[۸])
- Estação Pet به عنوان مجری (۲۰۱۱؛ TV Gazeta[۹])
- لویزا مل سالوا به عنوان مجری (۲۰۱۴؛ بخش در Domingo Legal SBT[۱۰])
- SOS Pet به عنوان مجری (۲۰۱۴؛ بخش در موندو حیوان خانگی SBT[۱۱])

### فیلم
- ست ویداس در نقش آنا (۲۰۰۷؛ کوتاه)[۱۲]